# Inname van Bredevoort (1572)
De Inname van Bredevoort in 1572 was een inname van vestingstad Bredevoort, door een Geuzen leger onder leiding van Willem van den Bergh, ten tijde van de Tachtigjarige Oorlog. Het beleg duurde van 9 juni tot en met 20 juni, waarna Bredevoort werd ingenomen door de belegeraars. Het beleg was onderdeel van Oranjes tweede invasie, het offensief van Willem van Oranje tegen het 'Spaanse' Leger van Vlaanderen.

## Aanloop
Half mei gaan er geruchten dat in de buurt van Bocholt en Stadtlohn vijandelijke troepen waren gezien. Graaf Willem van den Bergh, zwager van de prins van Oranje had in Wesel een leger van 5.000 à 6.000 man verzameld. Begin juni viel de graaf de Graafschap binnen. Het leger is groot genoeg om gelijktijdig Bredevoort, Doetinchem, Doesburg en Zutphen aan te vallen.

## Beleg
Op 9 juni verschijnt een trompetter voor de stadspoort die de stad wil opeisen voor Willem van Oranje. De keuze is de eed afleggen voor de prins, of strijd. Er wordt harde taal aan de eis toegevoegd, want als er strijd komt zal de stad een bestorming te wachten staan waarbij niets en niemand gespaard zal worden, en de onderste steen boven zal komen. Drost Jasper van Broeckhuijsen laat weten dat zij eerst de mening van pandheer Dirk van Bronkhorst-Batenburg wilden weten. Intussen had Willem van den Bergh de volgende dag de stad Zutphen ingenomen en had deze de nog niet veroverde steden brieven gestuurd met daarin de uitnodiging om naar Zutphen te komen om daar de eed af te leggen aan de prins. De drost van Bredevoort adviseerde burgers te gaan, maar dit advies werd niet opgevolgd. Van Broeckhuijsen weet uiteindelijk wel de pandheer in Anholt ervan te overtuigen dat Bredevoort niet in staat is zich te verdedigen tegen de overmacht. Van Broeckhuijsen gaat naar Zutphen om te onderhandelen. Op 19 juni wordt een verdrag gesloten waarin huis, stad en heerlijkheid aan de prins worden overgeleverd, maar de pandheer in zijn rechten zou blijven. Op 20 juni werd Bredevoort dan ingenomen en door Gisbert van Heerde bezet met zijn regiment Franse troepen. Jasper van Broeckhuijsen en alle ambtenaren van de heerlijkheid worden ontslagen en Jacob van der Capellen wordt daarna als nieuwe drost geïnstalleerd. De rest van het leger trekt verder naar het westen voor de inname van Doetinchem.

## Nasleep
Intussen was Don Frederik met een groot leger in aantocht voor een strafcampagne. De geuzen plunderen een maand later het kasteel Bredevoort, het Klooster Schaer, de Sint-Joriskerk en in Winterswijk de Jacobskerk. Van den Bergh vluchtte na de Spaanse herovering van Zutphen naar Duitsland en ook de Geuzen die in Bredevoort waren vluchtten mee. Ze namen vijf kanonnen en munitie mee uit de stad. Pandheer Dirk van Bronkhorst-Batenburg kwam nu openlijk uit voor zijn Spaansgezindheid. Bredevoort zou onder Spaanse vlag blijven tot het beleg van 1597 door Maurits van Nassau, de latere prins van Oranje.
1278: Van der Mark · 
1322-26: Reinoud van Gelre · 
1572: Willem van den Bergh ·
1583: Desperaten · 
1597: Maurits van Oranje · 
1606: Frederik Hendrik · 
1672: Bernhard von Galen